# Anadendrum marginatum
Anadendrum marginatum är en kallaväxtart som beskrevs av Heinrich Wilhelm Schott. Anadendrum marginatum ingår i släktet Anadendrum och familjen kallaväxter. Inga underarter finns listade.